# Hystricia testacea
Hystricia testacea là một loài ruồi trong họ Tachinidae.